# Masacre de la isla de Rathlin
La masacre de la isla Rathlin tuvo lugar en la isla de Rathlin, frente a la costa de Irlanda, el 26 de julio de 1575, cuando más de 600 escoceses e irlandeses fueron masacrados por tropas inglesas.

## Hechos
La isla de Rathlin era utilizada como refugio debido a sus defensas naturales y costas rocosas; antiguamente, cuando soplaba el viento del oeste, casi era imposible desembarcar. También era respetado como escondite, ya que había sido la antigua morada de San Columba. Instalándose en el castillo de Rathlin, los MacDonnell de Antrim hicieron de Rathlin su base para la resistencia contra la colonización del Úlster. Su líder militar, Sorley Boy MacDonnell (en gaélico escocés, Somhairle Buidhe Mac Domhnaill) y otros escoceses habían considerado prudente enviar a sus esposas, hijos, ancianos y enfermos a la isla Rathlin en busca de seguridad. 
Siguiendo las instrucciones de Henry Sidney y del conde de Essex, Francis Drake y John Norreys tomaron el castillo por asalto. Drake usó dos cañones para golpear el castillo y, cuando las paredes cedieron, Norreys ordenó un ataque directo el 25 de julio; finalmente la guarnición se rindió. Norreys estableció los términos de la rendición, después de lo cual el alguacil, su familia y uno de los rehenes recibieron un paso seguro, y todos los demás soldados defensores fueron asesinados. El 26 de julio de 1575, las fuerzas de Norreys cazaron a los ancianos, enfermos, niños y mujeres que se escondían en las cuevas. A pesar de la rendición, mataron a los 200 defensores y a más de 400 civiles, hombres, mujeres y niños. A Drake también se le encargó la tarea de evitar que los barcos de refuerzo escoceses llegaran a la isla.
Toda la familia de Sorley Boy MacDonnell murió en la masacre. El conde de Essex, que había ordenado la masacre, se jactó en una carta a Francis Walsingham, secretario de la reina y jefe de espías, de que Sorley Boy MacDonnell vio la masacre desde la costa, impotente, y que «parecía volverse loco de dolor».
Posteriormente Norreys se quedó en la isla e intentó reconstruir los muros del castillo para que los ingleses pudieran usar la estructura como fortaleza. Como a Drake no se le pagó para defender la isla, partió con sus barcos. Norreys se dio cuenta de que no era posible defender la isla sin interceptar las galeras escocesas y regresó a Carrickfergus en septiembre de 1575.